# Begonia foliosa
Begonia foliosa é uma espécie de planta com flor pertencente à família Begoniaceae. 
A autoridade científica da espécie é Kunth, tendo sido publicada em Nova Genera et Species Plantarum (quarto ed.) 7: 183, pl. 642. 1825.

## Portugal
Trata-se de uma espécie presente no território português, nomeadamente no Arquipélago dos Açores.
Em termos de naturalidade é introduzida na região atrás indicada.

## Protecção
Não se encontra protegida por legislação portuguesa ou da Comunidade Europeia.